# Reökův palác
Reökův palác (maďarsky Reök-palota) je secesní budova v centru města Segedín v Maďarsku. Dokončena byla v roce 1907 a vyprojektoval ji architekt Ede Magyar. Dnes se zde nachází výstava moderního výtvarného umění.
Stavitelem a prvním majitelem domu byl Iván Reök; profesí hydrolog, stavební inženýr, bohatý statkář a poslanec. Samotná budova vychází spíše z belgických a francouzských trendů v tomto uměleckém směru, než z tradiční uherské secese. Iván Reök se nechal inspirovat ve svém zadání cestami po Evropě. Je tedy pro Maďarsko relativně atypická. Rohový dům se vyznačuje florálními motivy a zdobenými balkony. Vodní rostliny byly použity jako symbol profese majitele domu. Na schodišti je zábradlí, na kterém jsou vyobrazeny květiny. Původně zdobný dům v 60. letech 20. století dům zpočátku chátral. Jelikož byl koncem 90. let v dezolátním stavu, byl kompletně zrekonstruován a v roce 2007 mohl být znovu otevřen ke stému výročí.